# Ptilodegeeria triangulifera
Ptilodegeeria triangulifera là một loài ruồi trong họ Tachinidae.